# داني أبالو
دانيل (داني) أبالو (بالإسبانية: Dani Abalo)‏ (ولد في 29 سبتمبر 1987) هو لاعب كرة قدم إسباني يلعب كمدافع.

## روابط خارجية
- داني أبالو على موقع اتحاد تركيا (لاعب) (الإنجليزية)
- داني أبالو على موقع قاعدة بيانات كرة القدم.إي يو (الإنجليزية)
- داني أبالو على موقع Soccerbase.com (لاعب) (الإنجليزية)
- داني أبالو على موقع Soccerway.com (الإنجليزية)
- داني أبالو على موقع عالم كرة القدم.نت (الإنجليزية)
- داني أبالو على موقع AS.com (الإسبانية)